# Ретюнский, Владимир Васильевич
Владимир Васильевич Ретюнский (25 января 1936 — 3 ноября 2006) — передовик советского сельского хозяйства, механизатор совхоза «Ольгинский» Безенчукского района Куйбышевской области, полный кавалер ордена Трудовой Славы (1986).

## Биография
Родился 25 января 1936 года в селе Ольгино Безенчукского района Куйбышевской области в русской крестьянской семье. Завершил обучение в четырёх классах сельской школы.  Трудовую деятельность начал в 1947 году, устроился работать в колхоз имени Куйбышева Безенчукского района рядовым колхозником. В 1952 году после завершения обучения на курсах трактористов при совхозе имени Масленникова, стал работать по специальности трактористом Натальинской МТС того же района.
С 1955 по 1958 годы проходил срочную службу в рядах Советской Армии, в Дальневосточном военном округе. После демобилизации возвратился домой. Продолжил работать трактористом в колхозе «XXI съезд КПСС», на шестом отделении совхоза имени Ильича. С 1974 года трудился трактористом-комбайнером, механизатором в совхозе «Ольгинский» Безенчукского района Куйбышевской области. Работая на тракторе К-700 и комбайне СК-5 ежегодно добивался высоких показателей.
Указом Президиума Верховного Совета СССР от 23 декабря 1976 года был награждён орденом Трудовой Славы III степени. 
Указом Президиума Верховного Совета СССР от 13 марта 1981 года был награждён орденом Трудовой Славы II степени.
Ретюнский возглавлял уборочно-транспортное звено, которое работало по завершенному циклу на закрепленной площади 2750 гектаров зерновых и кормовых культур. За годы деятельности среднегодовая выработка на эталонный трактор на 121 гектар превысила достигнутый уровень 10-й пятилетки и составила 1730 условных гектаров, что на 758 гектаров выше среднесовхозного показателя. За годы пятилетки среднегодовой намолот не 1 комбайн в его звене составил 8818 ц, что в 2,2 раза выше среднего по совхозу.
Указом Президента СССР от 29 августа 1986 года был награждён орденом Трудовой Славы I степени. Стал полным кавалером Ордена Трудовой Славы.
Продолжал работать в совхозе до 1997 года, когда вышел на заслуженный отдых. Будучи на пенсии, в период полевых работ, продолжал помогать предприятию. Был отличным наставником для молодых специалистов. 
Проживал в Ольгино. Умер 3 ноября 2006 года.

## Награды и звания
- Орден Трудовой Славы - I степени (29.08.1986);
- Орден Трудовой Славы - II степени (13.03.1981);
- Орден Трудовой Славы - III степени (23.12.1976);
- Медаль «За трудовую доблесть»,
- Почетный житель Безенчукского района (15.12.1999),
- другие медали